# Microgaster hospes
Microgaster hospes är en stekelart som beskrevs av Marshall 1885. Microgaster hospes ingår i släktet Microgaster och familjen bracksteklar. Inga underarter finns listade i Catalogue of Life.